# 命运号实验舱

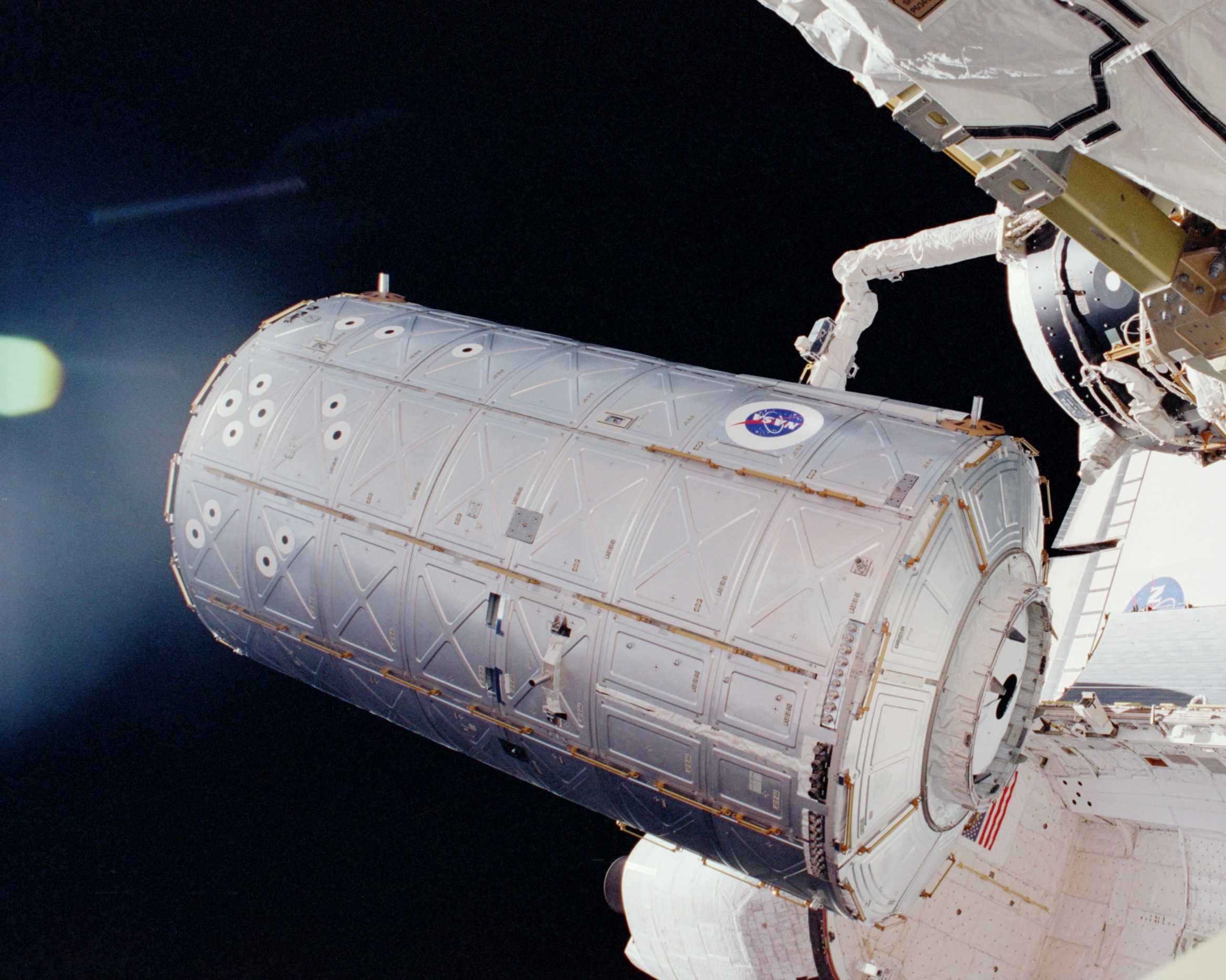
命运号实验舱 (NASA)

命运号实验舱（英語：Destiny） 是美国在国际空间站上科学研究用载荷中的主要实验室。2001年2月上旬，它与团结号节点舱相连。命运号是NASA在1974年2月空间实验室退役后的第一个永久性运作的在轨实验室。
这个铝制的美国实验舱长28英尺（8.5），宽14英尺（4.3）。它包含3个圆柱形的部分和2个有可供宇航员进出舱的装置的锥形部分。命运号实验舱的后部与团结号节点舱相连。命运号实验舱的前部同和谐号节点舱相连。
在装备有加压设备的舱室内的宇航员们能进行多种科学领域的研究和试验，全世界的科学家们将使用由此得到的数据，提升他们在医学、工程学，生物工程学，物理学，材料科学，地球科学等方面研究。
1995年，波音公司在位于阿拉巴马州亨茨维尔的马歇尔空间飞行中心里的工厂开始建造这个16吨重的国家研究实验室。1998年，命运号被运往佛罗里达的肯尼迪航天中心，并在那里由NASA接收，进行发射前的准备直到2000年8月。命运号于2001年2月7日由执行STS-98任务的亚特兰蒂斯号航天飞机搭载入太空。

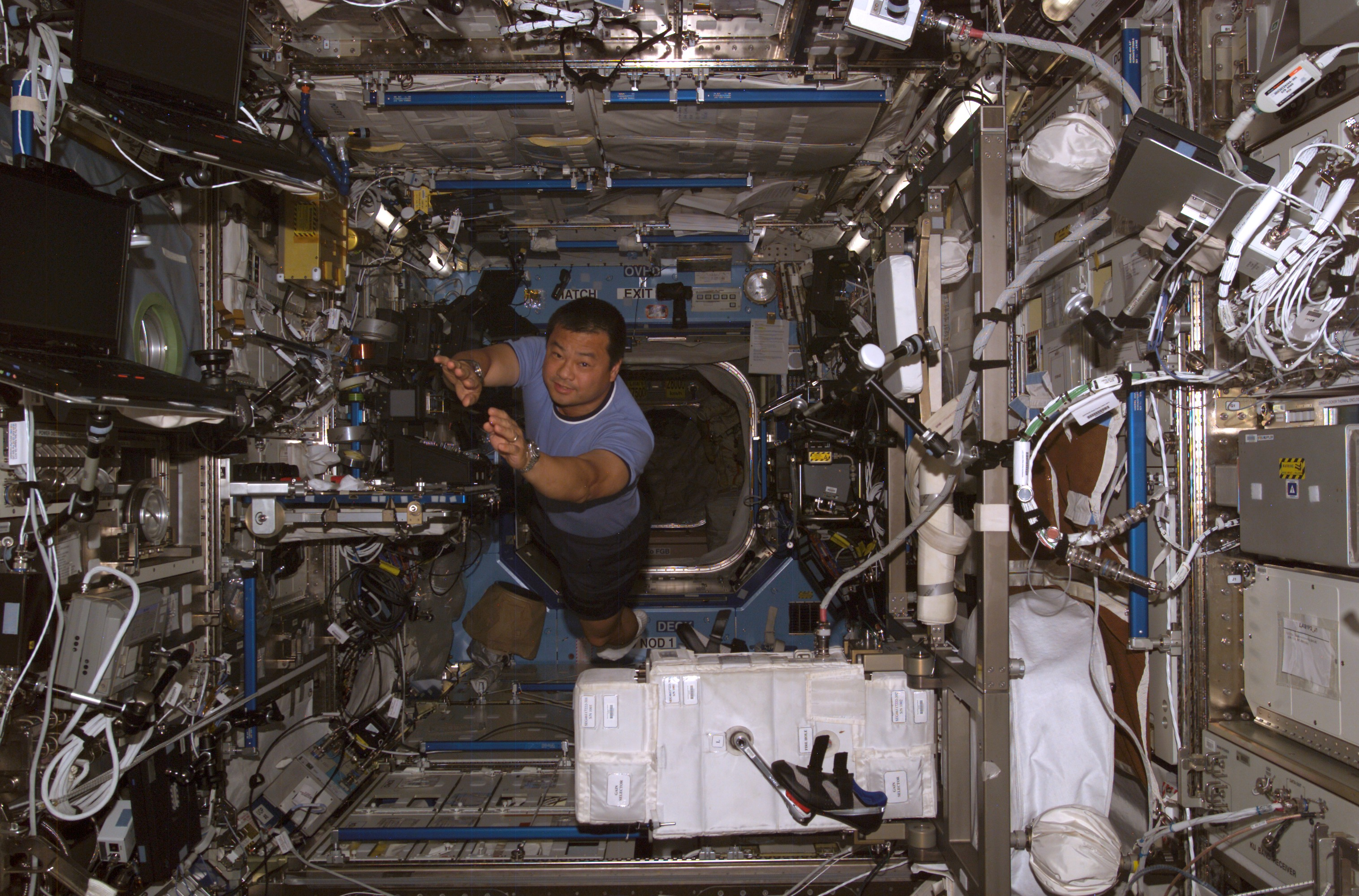
宇航员焦立中在命运号实验舱内(10月31日 2004)

## 实验室结构
作为国际空间站上欧洲和日本的实验室，命运号上的有效载荷装载在国际标准载荷架（International Standard Payload Rack，简称ISPRs）上。抵达国际空间站时的命运号安装有5个这样的载荷架，包括能提供电力，冷水，再生空气以及温度和湿度控制的设备。 每个载荷架重大约1,200磅(540 kg)。7个另外的载荷架将由执行STS-102任务的Leonardo MPLM装载到命运号上，其余的10个将由以后的任务运到命运号上。 
命运号上总共会有23个载荷架，右舷（the starboard side）和左舷（the port side）以及前端各有6个，尾端有5个。

## 规格
- 长度: 8.53 米
- 直径: 4.27 米

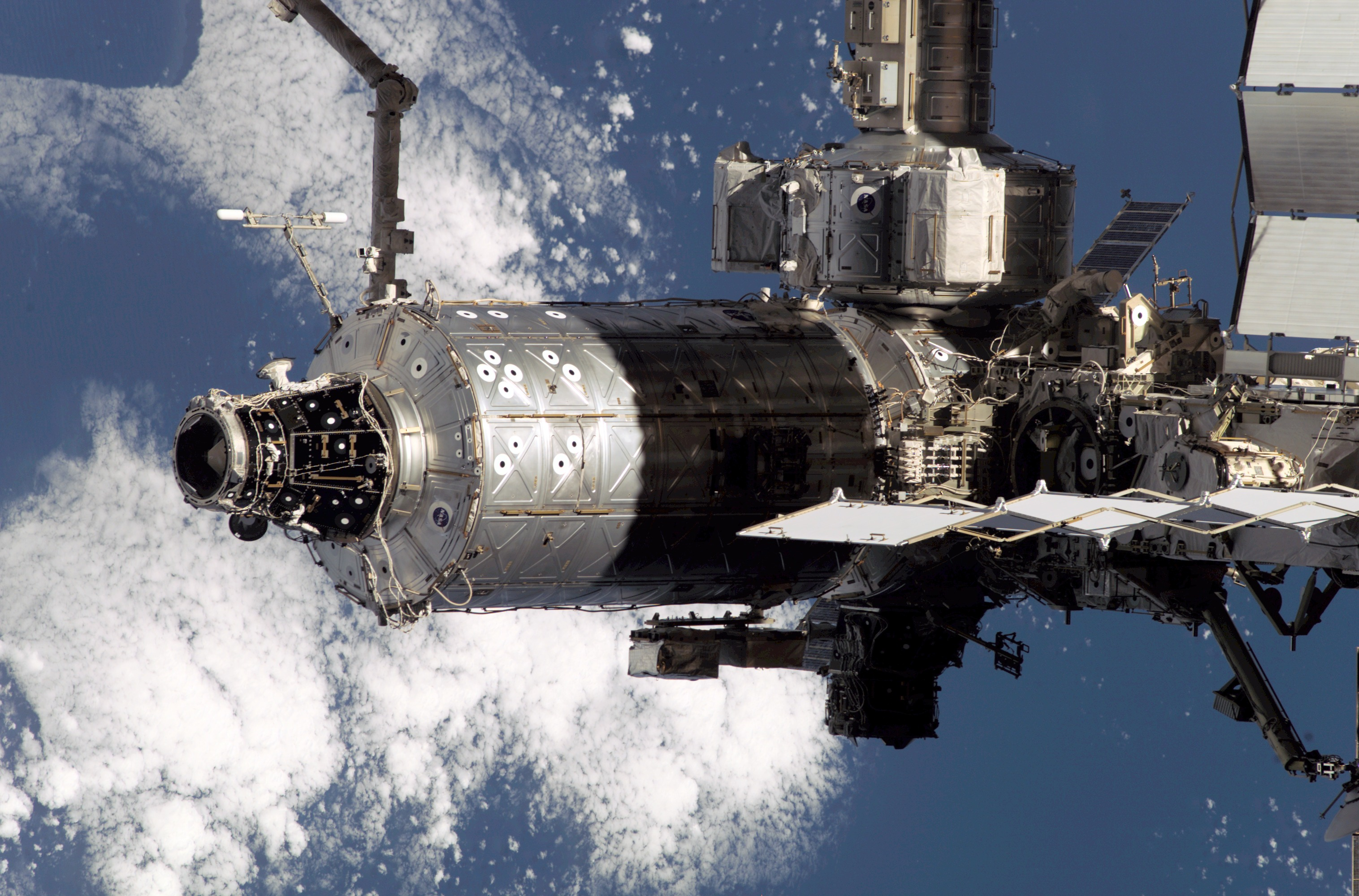
Destiny module docked to ISS

- 重量: 32,000 磅 (14,500 公斤)